# Simulium chungi
Simulium chungi es una especie de insecto del género Simulium, familia Simuliidae, orden Diptera.
Fue descrita científicamente por Takaoka & Huang, 2006.